# 羅瑟希德
羅瑟希德（Rotherhithe，/ˈrɒðərhaɪð/）是英格蘭倫敦的一個地區，也是南華克倫敦自治市的一部分。羅瑟希德位於泰晤士河南岸的一個半島，和北岸的瓦平及道格斯島相對，部分地區屬於倫敦碼頭區。